# Namibtrapp
Namibtrapp (Heterotetrax rueppelii) är en fågel i familjen trappar inom ordningen trappar.

## Utseende och läte
Namibtrappen är en liten och ljus trapp med en svart strimma nerför strupen. Hanen är tydligare tecknad i ansiktet än honan, i svart, grått och vitt. Den liknar karrootrappen, men skiljs på ansiktsteckningen och den svarta strimman. Lätet består av ett märklig grodliknande duett. 

## Utbredning och systematik
Namibtrapp delas in i två underarter med följande utbredning:
- rueppelii – förekommer i torra kustnära sydvästra Angola (Benguela) till nordvästra Namibia
- fitzsimonsi – förekommer i södra Namibia (Maltahohe till Windhoek)

## Status
Arten har ett stort utbredningsområde och beståndet anses stabilt. Internationella naturvårdsunionen IUCN listar den därför som livskraftig (LC).

## Levnadssätt
Namibtrappen hittas i öppen öken och halvöken, i både gräsrika områden och på helt öde grus- eller sandslätter. Den ses vanligen i par.

## Namn
Fågelns vetenskapliga artnamn hedrar Wilhelm Peter Eduard Simon Rüppell (1794-1884), tysk zoolog och upptäcktsresande.

## Bildgalleri

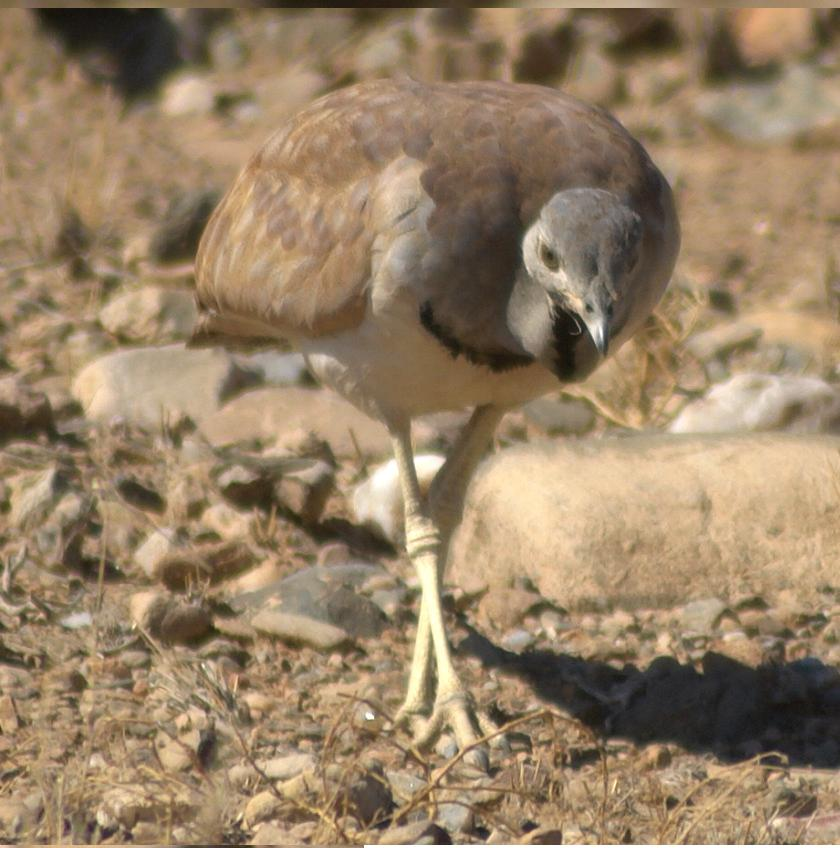